# Southwark (borough)
Southwark (London Borough of Southwark) is een Engels district of borough in de regio Groot-Londen, gelegen in het zuiden van de metropool London. De borough telt 314.232 inwoners. De oppervlakte bedraagt 29 km².
Van de bevolking is 10,4% ouder dan 65 jaar. De werkloosheid bedraagt 6,2% van de beroepsbevolking (cijfers volkstelling 2001).

## Wijken in Southwark
- Bankside
- Bermondsey
- The Borough
- Camberwell
- Crystal Palace (ten dele)
- Dulwich
- Dulwich Wood
- East Dulwich
- Elephant and Castle
- Herne Hill oosten van Herne Hill railway station
- Newington
- Nunhead
- Peckham
- Rotherhithe
- Southwark (historisch Southwark)
- Surrey Quays
- Walworth
- West Dulwich (oosten van South Croxted Road)

## Geboren
- Keir Starmer (1962), politicus; leider van de Labour Party